# Stegana biprotrusa
Stegana biprotrusa är en tvåvingeart som beskrevs av Chen och Aotsuka 2004. Stegana biprotrusa ingår i släktet Stegana och familjen daggflugor. Inga underarter finns listade i Catalogue of Life.